# 12597 Williamdaniel
12597 Williamdaniel este o planetă minoră (asteroid) din centura de asteroizi. A fost descoperită pe 9 septembrie 1999 la Experimental Test Site⁠(d) de Lincoln Near-Earth Asteroid Research. 
Obiectul prezintă o orbită caracterizată de o semiaxă mare de 2,9344414 UAi, o excentricitate de 0,02, o înclinație de 2,76155 ° în raport cu ecliptica.